# My Moment
《My Moment》是美国青少年歌手瑞贝卡·布莱克的一首歌曲。该曲由布兰顿·汉密尔顿、 昆廷·托伯特创作，并由两人同查尔顿·彼得斯合作担任制作人。作为布莱克的第二首单曲，该曲与2011年7月19日以RB唱片公司名义，通过iTunes Store发行。这首带有自我鼓励性质的歌曲被认为是对之前恶评其单曲《Friday》者的反击。
《My Moment》在乐评界反响不一，有人认为该曲同之前单曲相比大不相同，认为她声音甜美，但批评其使用Auto-Tune对声音做修饰。同一天发行的音乐录影带中，展示了瑞贝卡录制音乐、在自己影片首映式上出镜等场景。该曲在Youtube上发布，一日内便有超过百万收看量，截至2011年7月28日，收看量已经超过18万。

## 背景
2011年7月11日，有消息称布莱克将发布名为《My Moment》的新单曲。消息还透露说，布莱克将在8月发行包含五首歌曲的迷你專輯。2011年7月13日，布莱克通过她的Twitter帐号透露了自己的单曲作品。7月18日，该曲的音乐录音带被上传到Youtube上布莱克的个人频道中，单曲则在次日通过iTunes Store数字发行。当被哥伦比亚广播公司新闻采访中询问有关《My Moment》的情况时，布莱克回答道，在《Friday》之后，她需要“找到一首合适的歌曲来回敬一下厌恶她的人，但还要在同时展现出她是一个严肃的艺人。这很难。”

## 歌曲列表
- 数字下载[4]

1. "My Moment" – 3:25